# Johann Albrecht von Bülow

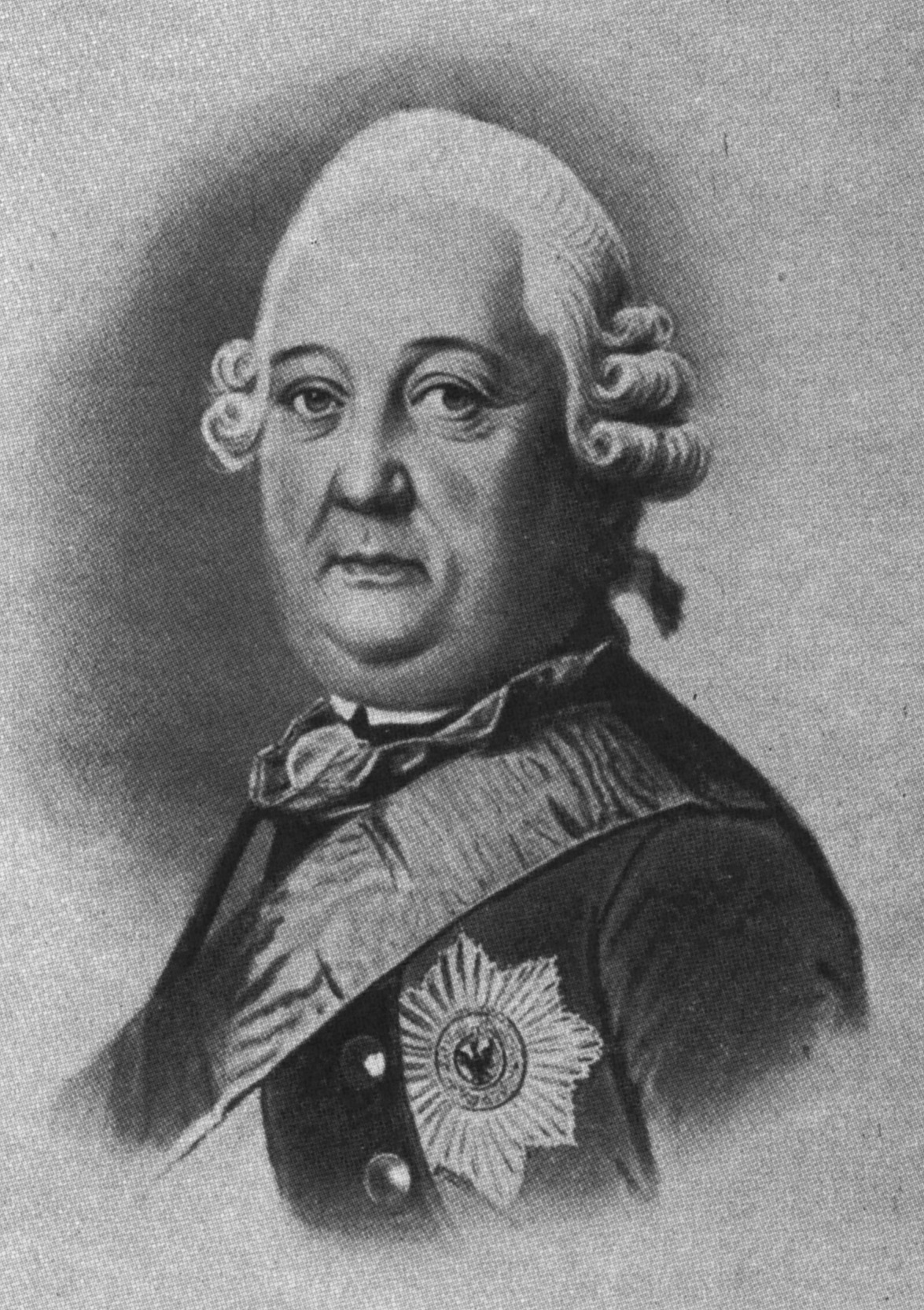
General Johann Albrecht von Bülow

Johann Albrecht von Bülow (* 27. Dezember 1708 in Glubenstein; † 19. September 1776 in Berlin) war ein deutscher Soldat und Politiker. Er war preußischer General der Infanterie unter Friedrich dem Großen.
Von Bülow war Mitglied des Hohen Ordens vom Schwarzen Adler, Gouverneur der Zitadelle Spandau bei Berlin und Landesherr von Berlin-Lichterfelde.

## Leben
Er entstammte dem mecklenburgischen Adelsgeschlecht Bülow und war der  älteste Sohn des preußischen Offiziers Daniel Levin von Bülow (1677–1758) und dessen Frau Dorothea Margarethe von Schlubhut (1691–1742). Er trat  früh in das Kadettenkorps ein und wurde Knappe bei General Leopold von Anhalt-Dessau.
Bülow war 1741 im Ersten Schlesischer Krieg bei Schlacht bei Mollwitz dabei und soll die Siegesbotschaft nach Berlin gebracht haben. Auch nach der Schlacht bei Chotusitz im Folgejahr war er wohl einer der Boten. 1743 wurde er Major im Regiment Markgraf Karl, im Mai 1750 wurde er zum Oberstleutnant befördert, im September 1754 Oberst und am 21. März 1757 Generalmajor.
1757 wurde er Regimentsinhaber des preußischen Füsilierregiments Alt-Württemberg (späteres Infanterieregiment No. 46). Er  wurde am 6. Februar 1760 zum Generalleutnant befördert. Während der Schlacht bei Liegnitz am 15. August 1760 konnte er mit seinem rechten Flügel die österreichische Kavallerie aufhalten. Dafür wurde ihm noch auf dem Schlachtfeld der Schwarze Adlerorden verliehen.  Am 3. November 1760 in der Schlacht bei Torgau wurde auch sein Bruder Christoph Karl von Bülow zum Generalmajor. Er selbst geriet kurze Zeit später in Gefangenschaft.
Am 16. August 1762 rettete ihm Premier-Leutnant Friedrich von Collas (1727–1762) in der Schlacht bei Reichenbach das Leben. Collas selbst kam dort aber durch eine Kanonenkugel um. Besonders aus diesem Grund fühlte sich Bülow verpflichtet, dessen Bruder, den Hauptmann (Kapitän) Johann Jakob von Collas, während seiner jahrelangen Internierungszeit auf der Festung Magdeburg (1760–1786) zu unterstützen.
1766 wurde er Gouverneur der Zitadelle Spandau und kaufte auch die Güter Lichterfelde und Giesensdorf. Er besaß ebenfalls ein Haus in Berlin, wo er 1776 starb. Noch 1775 wurde er zum General der Infanterie ernannt.
Bülow liegt zusammen mit seiner Frau in der Familiengruft unter der Dorfkirche von Berlin-Lichterfelde begraben.

## Familie

Wappen derer von Bülow

Johann Albrecht von Bülow heiratete Madelaine Jacobe de Forestier, die Tochter des Obersten Jean de Forestier († 9. Oktober 1780). Ihr Sohn Carl Leopold Daniel von Bülow (1748–1822) heiratete 1777 Gottliebe Friderique Luise von Lüderitz (1755–1831). Der spätere Landrat Carl von Bülow ist sein Enkel.